# Karst-Plateau

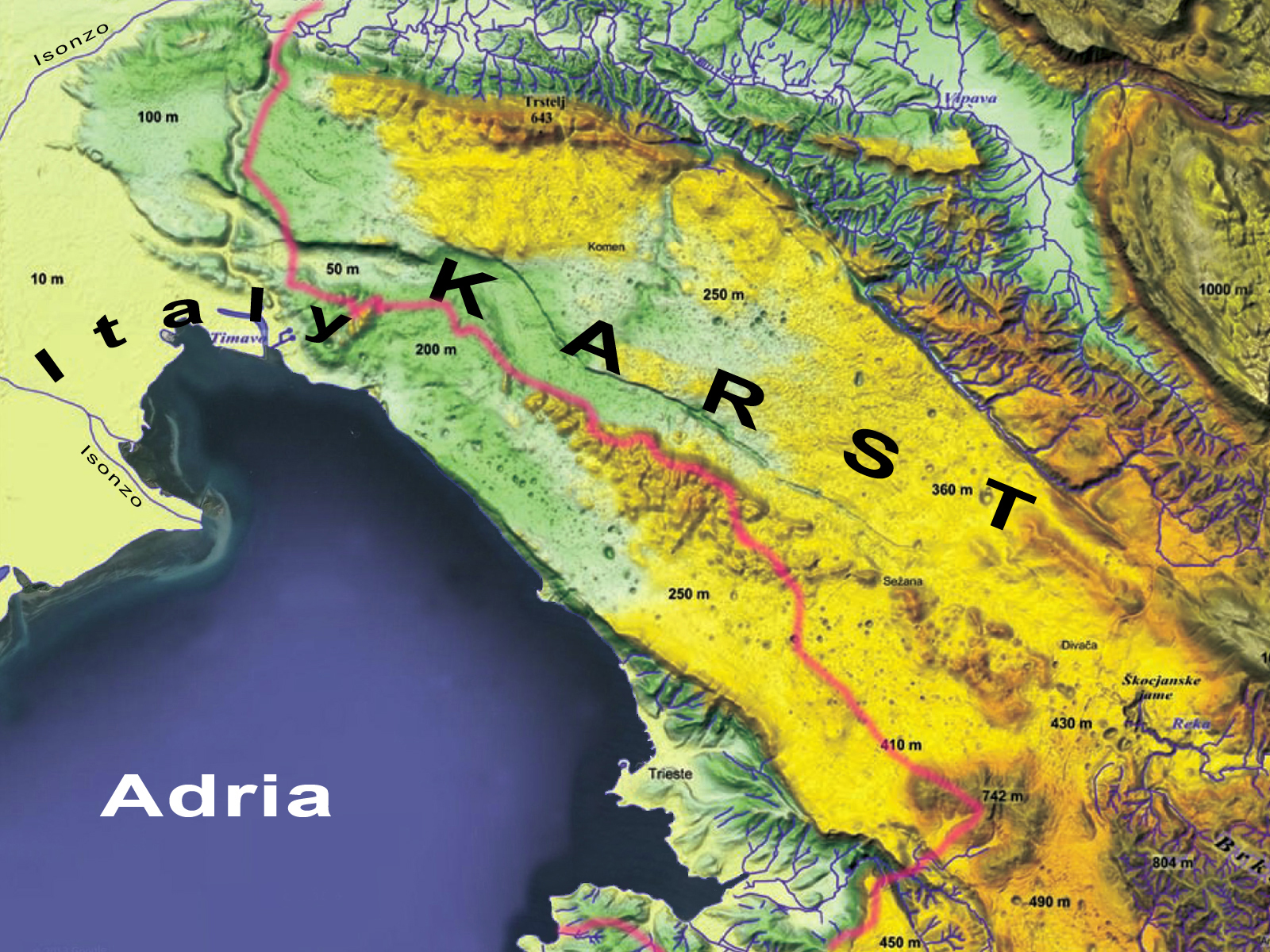
Geologische Karte des Gebirges und der Typlokalität „Karst“.

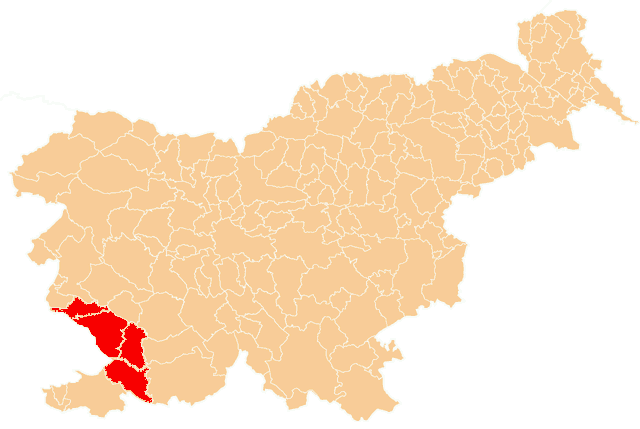
Lage des Karstgebietes in Slowenien

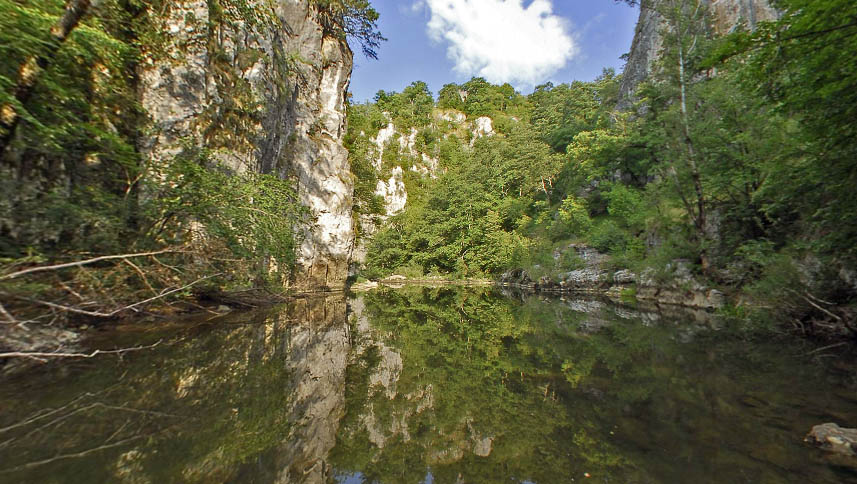
Schlucht des Flusses Reka im Karst-Plateau

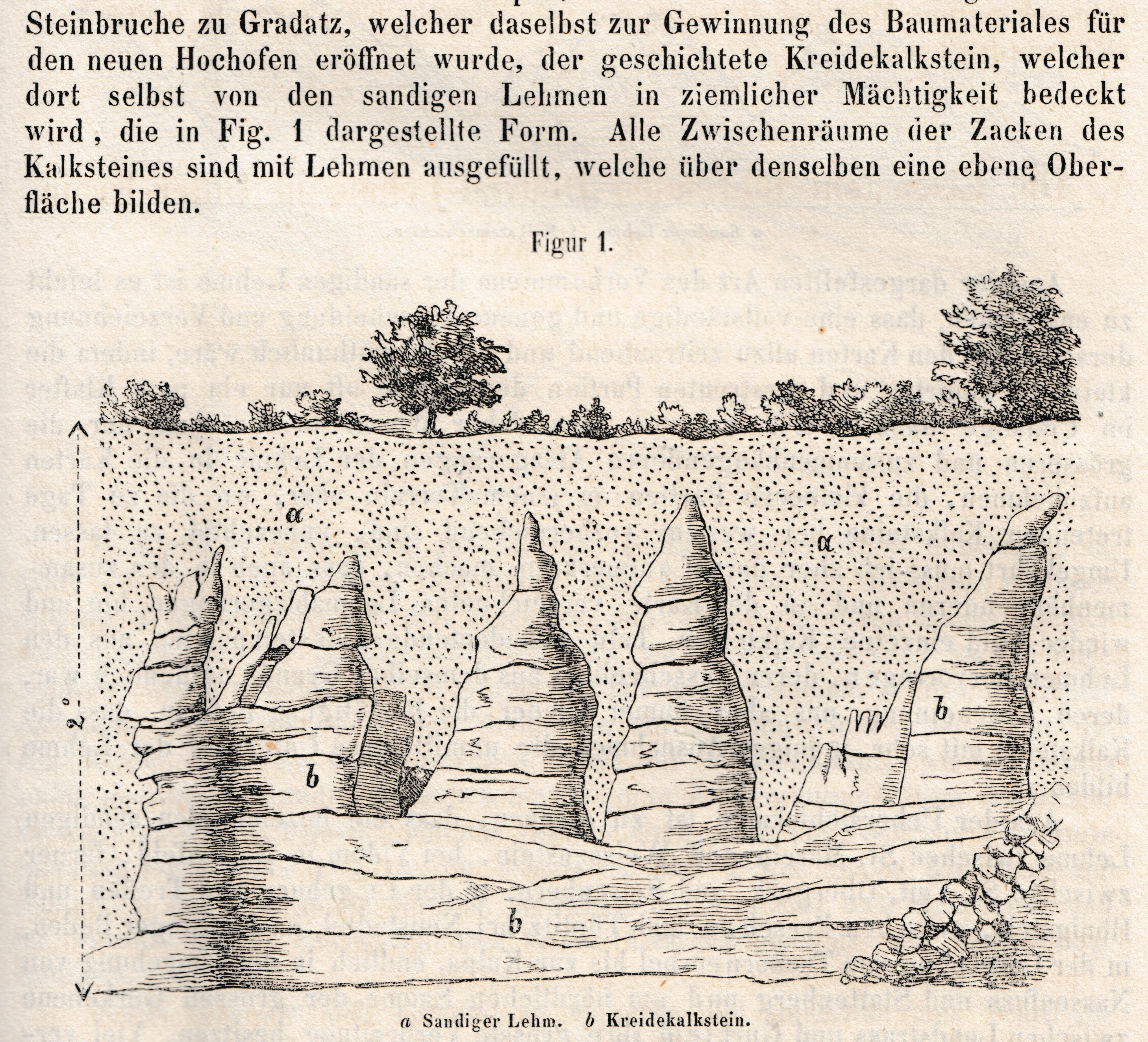
Frühe wissenschaftliche Darstellung (1858) von Karststrukturen in Unterkrain

Das Karst-Plateau, historische Bezeichnung: Triestiner Karst (slowenisch Kras, kroatisch Kras oder Krš, italienisch Carso, englisch Karst Plateau) ist eine Landschaft im Westen Sloweniens und im angrenzenden Italien oberhalb der Triester Bucht. Es handelt sich um die nördliche Spitze der Dinarischen Alpen. 

## Etymologie
Karst, der deutsche Name der Landschaft, geht ebenso wie slowenisch Kars und italienisch Carso auf ihren antiken lateinischen Namen Carsus  zurück, der seinerseits eine latinisierte Form eines vorrömischen, wahrscheinlich illyrischen Toponyms ist (*Karus-). Letztlich mag er auf die indogermanische Wurzel *kar „Stein, Fels“ zurückgehen.
Die Landschaft wurde namensgebend für das geologische Phänomen Karst, das hier von Wissenschaftlern der Habsburgermonarchie, wie Marko Vincenc Lipold, Dionýs Štúr und Guido Stache erstmals eingehend erforscht wurde; da diese in deutscher Sprache publizierten, hat sich hierfür auch international, also etwa im Englischen und Französischen, der deutsche Begriff Karst durchgesetzt.

## Geographie
Der Klassische Karst ist ein im Zentrum aus Kalkstein der Kreidezeit, vom Aptium bis zum Maastrichtium zu den Rändern hin des Tertiär (Paläogen, bis ins Eozän) aufgebautes Teilgebiet der Karbonatplattform Karst-Friulia (italienisch: piattaforma carsico-friulana). Hier treten die wichtigsten morphologischen und hydrogeologischen Karstphänomene auf, wodurch eine unverwechselbare Landschaft entstand.
Deren Gebiet erstreckt sich parallel zur Adria in Nordwest-Südost-Richtung („dinarisch“). Umgeben ist es mit Ausnahme der Südostseite von Landschaften, deren Untergrund aus den jüngeren, leichter verwitterbaren Tonsteinen des Flysch gebildet wird. Die Grenze des Karstgebietes im Südosten ist der niedrige, aus Flysch im Untergrund gebildete Küstenstreifen zur Bucht von Triest. Im Nordwesten grenzt das fruchtbare Schwemmland im Tal des Flusses Isonzo/Soča an. Der westliche Rand des Klassischen Karst und das Tal liegen auf italienischem Staatsgebiet. Nördlich und nordöstlich liegt das Tal der Vipava. Das südlich anschließende, höher gelegene Hügelland im Flysch grenzt es von der Pivka-Region ab. Das Hügelland an der Reka und deren Flusstal als Teil des Brkini-Hügellands grenzen im Südosten an. Während das Areal in diese Richtungen durch den Übergang zum Flysch und die damit verbundene Höhenstufe klar erkennbar begrenzt ist, geht es im Südosten ohne klare Grenze in das angrenzende Ćićarija-Karstgebiet über, die Karsthügel setzen sich letztlich im Velebit als Teil des Dinarischen Gebirges fort. Das Gebiet ist etwa 40 Kilometer lang und 13 Kilometer breit, es nimmt eine Fläche von etwa 440 Quadratkilometern ein. Seine größte Höhe, im Südosten, erreicht etwa 450 Meter. Es fällt nach Nordwesten hin ab, die letzten Ausläufer erreichen noch 168 Meter Höhe.
Trotz der geringen Höhe hebt sich der Klassische Karst markant von den umliegenden Landschaften ab. Die Flusstäler und Hügelländer im Flyschgürtel sind grüne, dicht besiedelte und relativ wasserreiche Landschaften mit intensiver Landwirtschaft. Im Karst bildet überwiegend der teilweise bizarr verwitterte, nackte Kalkstein die Oberfläche, der ungeschützt dem heftigen Nordwind (Bora) ausgesetzt ist. Der früher vorhandene Waldbestand ist vermutlich schon in prähistorischer Zeit durch menschliche Einflüsse verlorengegangen, der dadurch ungeschützte Boden abgetragen worden. Durch die natürliche unterirdische Entwässerung gibt es kaum Wasser an der Oberfläche. Das Hügelland war daher trotz seiner geringen Höhe schon in historischen Zeiten ein markantes Hindernis für den Verkehr. Die spärliche menschliche Besiedlung ist an abflusslose Senken in Dolinen gebunden, in denen der erodierte Boden, eine Terra Rossa, der Hänge zusammengeschwemmt wurde. Größere Täler oder Karstebenen (Polje) fehlen. Teilweise werden Gärten oder Baumpflanzungen durch mächtige Trockenmauern aus Kalkstein gegen weitere Erosion und gegen den Wind, früher gleichzeitig gegen Schäden durch das Weidevieh (Verbissschutz), geschützt.

## Reka-Timavo-Flusssystem
Der Fluss Reka entspringt am Notranjski Snežnik (Krainer Schneeberg) etwa 50 Kilometer vom Gebiet des Klassischen Karst entfernt. Er verläuft durch die Hügellandschaft von Brkini im Flysch auf die Karstlandschaft zu (allochthoner Karstfluss). An der geologischen Grenze zwischen Flysch und Karst bei der Ortschaft Vremski Britof beginnt er, eine etwa zwei Kilometer lange und tiefe Schlucht in den Kalkstein der Karstfläche einzuschneiden, um schließlich in den Höhlen von Škocjan bei Matavun, auf einer Höhe von 323 Metern über Meereshöhe, im Untergrund zu verschwinden. Auf der Westseite des Karstgebietes, bei dem Dorf San Giovanni del Timavo-Štivan zwischen Monfalcone und Duino-Aurisina, kommt das Wasser in drei großen Karstquellen (den Foci del Timavo ⊙) wieder zum Vorschein und bildet den Fluss Timavo, der nach nur zwei Kilometern Fließstrecke in die Adria mündet. An der Oberfläche wird der unterirdische Flussverlauf teilweise durch eine Reihe von eindrucksvollen Dolinen nachgezeichnet. Die größte, die 116 Meter tiefe Einsturzdoline Velike Doline („große Doline“), lässt einen großen Wasserfall erkennen, der in einen Höhlensee mündet. Der Verlauf des Höhlenflusses ist nur in den ersten Kilometern erforscht, der Zusammenhang mit den Karstquellen ist aber durch Markierungsarbeiten sicher nachgewiesen. Es wird jedoch angenommen, dass das unterirdische Gewässersystem mit weiteren in Kontakt steht und dass es sowohl Zuflüsse als auch Abflüsse zu anderen gibt.
Beschreibungen der Karstquellen des Timavo liegen bereits aus der Antike vor, etwa im Periplus des „Pseudo-Skylax“ (eines unbekannten Autoren, der unter dem Namen des Skylax von Karyanda publizierte) aus dem vierten Jahrhundert vor Christus. Poseidonios von Apameia erwähnt später neben diesen auch bereits die Höhlen von Škocjan. In der Aeneis des Vergil werden die Quellen „Mutter des Meeres“ genannt. Sie sind in der Tabula Peutingeriana, der mittelalterlichen Kopie einer römischen Karte, verzeichnet. Dies sind die ältesten geographischen Angaben aus der Region. Der Klassische Karst selbst wird erst mit der beginnenden Erforschung in der Neuzeit erwähnt.

## Abgrenzung
Die Problematik einer territorialen Abgrenzung südosteuropäischer Karstgebiete auf dem Gebiet der Habsburgermonarchie beschrieb Joseph Roman Lorenz zur Einleitung eines Beitrags im 10. Jahrgang des Jahrbuchs der k.k. geologischen Reichsanstalt von 1859 mit den Worten: „Wenn vom “Karste” die Rede ist, pflegt man stillschweigend darüber einverstanden zu sein, dass der Triestiner Karst gemeint sei. Zwar lehrt die Orographie schon die Continuität des Karstes über Istrien, und das croatische (früher ungarische) und dalmatinische Küstenland; allein in den Sprachgebrauch, selbst des wissenschaftlichen Publicums, mit Ausnahme des streng geognostischen, will das noch nicht übergehen; populär ist nur der Triestiner Karst. […] Alles versteht sich, zwischen Adelsberg und Triest, – oder höchstens noch im nördlichen Istrien. Und doch hat nicht nur den gleichen Grund-Charakter, sondern auch alle genannten und zahllose andere übereinstimmende Details der croatische Karst, welcher sich vom Tschitscherboden noch 6–7 Meilen nach Osten zieht: ja noch weiter, auch der Vratnik und der dalmatische Vellebit.“

## Sonstiges
In Postojna befindet sich das staatliche Karstforschungsinstitut (slowenisch: Inštitut za raziskovanje krasa ZRC SAZU), das ein Teil des Forschungszentrums der Slowenischen Akademie der Wissenschaften und Künste ist (slowenisch: Znanstvenoraziskovalni center Slovenske akademije znanosti in umetnosti / ZRC SAZU).
Das Karst-Museum in Postojna zeigt die wichtigsten Merkmale der Landschaft vom Klassischen Karst auf dem Territorium von Slowenien, vom Beginn ihrer Entstehung bis zur heutigen Gestalt als Lebensraum. Es gehört zum Notranjska Regionalmuseum und ist ganzjährig geöffnet.
Der italienische Teil der Landschaft gab auch dem gleichnamigen Wein Carso den Namen. Während der Isonzoschlachten des Ersten Weltkrieges war der Karst unmittelbares Frontgebiet.